# 쿠르트 슈슈니크
쿠르트 알로이스 요제프 요한 폰슈슈니크 훈사(독일어: Kurt Alois Josef Johann Edler von Schuschnigg, 1897년 12월 14일 ~ 1977년 11월 18일)는 오스트리아의 정치인이다. 엥겔베르트 돌푸스의 뒤를 이은 조국전선의 지도자였으며 1934년 8월 29일부터 안슐루스가 일어난 1938년 3월 11일까지 오스트리아의 총리를 지냈다.

## 생애
오스트리아-헝가리 제국(현재의 이탈리아 트렌토현)의 리바델가르다(Riva del Garda) 출신이다. 제1차 세계 대전 때 오스트리아-헝가리 제국군에 입대해 참전했으며 1차 대전 이후에는 인스브루크에서 변호사로 근무했다.
1927년 로마 가톨릭교회를 지지기반으로 한 극우 정당인 오스트리아 기독사회당 소속으로 출마하면서 하원 의원에 당선되었다. 1932년 엥겔베르트 돌푸스 총리로부터 법무부 장관에 임명되었고 1933년에는 교육부 장관에 임명되었다. 1934년 돌푸스가 7월 폭동 중에 오스트리아 나치주의자들에 의해 암살되자 그 뒤를 이어 오스트리아의 총리로 취임했다.
슈슈니크는 돌푸스와 같이 기독교 파시즘 성향의 지도자이면서 법률에 의한 온건한 통치를 유지했다. 당시 오스트리아 내에는 독일과의 합병을 원하는 나치주의자 세력이 준동하고 있었으며, 국가의 독립성과 가톨릭 교권을 유지하기 원하던 슈슈니크는 이들과 대립하였다. 그는 무솔리니의 이탈리아 왕국과 헝가리 왕국에 접근하여 나치 독일의 위협에 대항할 우방을 만들고자 하였으나 이들이 독일과 가까워지면서 실패하였다. 그러자 슈슈니크는 방향을 돌려 7월 폭동 가담자들을 석방하고 내각에 친나치 인원을 포함하는 등 독일에 대한 회유책을 시도하였으나 오스트리아에 대한 완전한 장악을 원하던 히틀러의 요구를 충족할 수는 없었다. 오스트리아에서 나치당은 계속해서 금지 단체로 남아있었으나 이들이 세력을 불리며 위협은 나날이 커져갔다. 그럼에도 슈슈니크는 1938년 1일 다음과 같이 선언하며 히틀러와의 협의를 거부했다.
오스트리아 내각에 나치 대표를 받아들일 수 없다는 데는 질문의 여지가 없다. 절대적인 심연이 오스트리아와 나치즘을 분리한다. 우리는 획일성과 중앙 집권을 거부한다. ... 기독교 체제가 우리의 이 땅에 뿌리내리고 있으며, 우리는 오직 한 분의 '신'만을 알고 있다. 그리고 그것은 '국가'나 '민족', 혹은 규정하기도 어려운 '인종'이 아니다.

1938년 2월 나치 독일의 아돌프 히틀러는 그와 만난 자리에서 아르투어 자이스잉크바르트를 보안부 장관으로 임명하라는 등 사실상 나치당에 국가의 주도권을 넘기도록 최후통첩을 하였다. 슈슈니크는 반발하여 국회에서 오스트리아는 독립국으로 남을 것이라 연설하고 3월 13일에 오스트리아의 독립 유지 여부를 묻기 위한 국민투표를 실시하겠다고 선포했다. 이에 긴박해진 독일이 즉각적인 군사 개입 움직임을 보이기 시작하였고, 압박에 못 이긴 슈슈니크는 3월 11일 끝내 총리직을 사임하였다. 그 직후 예정된 바에 따라 독일군이 국경을 넘어 시민들의 환호를 받으며 오스트리아 영토로 무혈 입성하여 오스트리아 병합이 이루어졌다.
병합 이후 슈슈니크는 가택연금에 처해졌고, 2차 대전 중에는 다하우 강제 수용소로 보내졌다가 1945년 미군이 오스트리아를 점령하면서 석방되었다.
제2차 세계 대전 이후에는 미국으로 이주했으며 1948년부터 1967년까지 세인트루이스 대학교에서 정치학 교수로 근무했다. 1977년 인스브루크 근교에서 사망했다.

## 같이 보기
- 오스트리아 병합

| 전임 엥겔베르트 돌푸스 | 오스트리아 제1공화국 연방총리 1934년-1938년 | 후임 아르투어 자이스잉크바르트 |